# Hornsleth - På dybt vand (dokumentarfilm)
Hornsleth - På dybt vand er en dansk dokumentarfilm af Theis Molin.
Filmen følger kunstneren Kristian von Hornsleth over fem år i tilblivelsen af hans verdensompændende kunstværk Deep Storage Project, hvor en 8 x 11 meter stjerneformet stålskulptur med DNA fra 4.000 mennesker nedsænkes i Marianergraven. DNA'et stammer fra blodprøver samlet ved udstillinger og events over hele verden. Projektet tærer på privatlivet og økonomien og undervejs falder Hornsleth i kløerne på en svindler.
Filmen havde verdenspremiere på Copenhagen International Documentary Festival d. 10. november 2014 på Bremen Teater og blev vist for første gang på tv d. 18. november 2014, som en del af DR2's Dokumania.